# Paucsje
Paucsje (horvátul: Paučje) falu Horvátországban, Eszék-Baranya megyében. Közigazgatásilag Névnához tartozik.

## Fekvése
Eszéktől légvonalban 47, közúton 57 km-re délnyugatra, Diakovártól légvonalban 21, közúton 33 km-re nyugatra, községközpontjától légvonalban 6, közúton 8 km-re északnyugatra, Szlavónia középső részén, a Dilj-hegység északkeleti lejtőin fekszik.

## Története
A falu neve eredetileg Povučje lehetett, mivel a Vuka-folyó forrása mellett keletkezett. Paucsje régi település, mivel már 1477-ben említik a Garaiak birtokaként. A török 1536-ban szállta meg a települést. Az itt talált horvát lakosság ekkor Dél-Magyarországra vándorolt ki. A helyükre Boszniából pravoszláv vlachok települtek, így a lakosság etnikai szempontból kicserélődött. Ekkor változhatott a falu neve is elveszítve korábbi jelentését a Paučje alakra. A 18. század közepéig a lakosság száma tovább nőtt. 1758-ban 18 ház állt a faluban. A 19. század elején gyorsult a lakosság számának növekedése, mely elkezdett szőlőtermeléssel foglalkozni.
Az első katonai felmérés térképén „Poucsie” néven található. Lipszky János 1808-ban Budán kiadott repertóriumában „Poucsie” néven szerepel. Nagy Lajos 1829-ben kiadott művében „Paucsje” néven 61 házzal, 372 ortodox vallású lakossal találjuk.
A településnek 1857-ben 245, 1910-ben 483 lakosa volt. Verőce vármegye Diakovári járásának része volt. Az 1910-es népszámlálás adatai szerint lakosságának 92%-a szerb, 7%-a magyar anyanyelvű volt. Az első világháború után 1918-ban az új szerb-horvát-szlovén állam, majd később (1929-ben) Jugoszlávia része lett. 1991-től a független Horvátországhoz tartozik. 1991-ben lakosságának 75%-a szerb, 19%-a horvát nemzetiségű volt. 2011-ben a falunak 55 lakosa volt.

## Lakossága
| Lakosság változása | Lakosság változása | Lakosság változása | Lakosság változása | Lakosság változása | Lakosság változása | Lakosság változása | Lakosság változása | Lakosság változása | Lakosság változása | Lakosság változása | Lakosság változása | Lakosság változása | Lakosság változása | Lakosság változása | Lakosság változása |
| ------------------ | ------------------ | ------------------ | ------------------ | ------------------ | ------------------ | ------------------ | ------------------ | ------------------ | ------------------ | ------------------ | ------------------ | ------------------ | ------------------ | ------------------ | ------------------ |
| 1857               | 1869               | 1880               | 1890               | 1900               | 1910               | 1921               | 1931               | 1948               | 1953               | 1961               | 1971               | 1981               | 1991               | 2001               | 2011               |
| 245                | 335                | 350                | 396                | 450                | 483                | 459                | 541                | 152                | 159                | 160                | 131                | 112                | 89                 | 64                 | 55                 |

## Nevezetességei
Szent György tiszteletére szentelt pravoszláv temploma.

## Oktatás
A településen a névnai S.S. Kranjčević általános iskola alsó tagozatos területi iskolája működik.

## Egyesületek
LD „Vepar” vadásztársaság.